# Self-management
Selfmanagement je management sebe sama – schopnost plánovat, dodržovat plán, dodržovat termíny atd. Zaměřuje se na oblast vlastního zvládání každodenních povinností, úkolů a chování manažera, tedy člověka v řídící pozici. V rámci práce s lidmi a schopnosti rychle jednat a rozhodovat, má za úkol také zvládat přednostně sám sebe. Tedy korigovat vlastní chování a jednání za účelem dosažení co nejlepších výsledků pro všechny. To vše s sebou nese např. sebepoznání, rozhodování ve prospěch celku, organizace práce, životospráva, zvládání stresu apod.

## Sebepoznání
Člověk by se měl poznávat a zamýšlet nejen nad druhými, ale hlavně sám nad sebou. Impulzy k takovýmto úvahám jsou obvykle začátek nové životní fáze, změna zaměstnání, nespokojenost s každodenním stereotypem, nemoc, nevydařené vztahy atd. V takovýchto situacích se intuitivně ptáme kdo vlastně jsem? Co od sebe a od života chci? Zůstaňme u naší první důležité otázky kdo vlastně jsem? Odpověď se zdá být velmi jednoduchá, stačí zrcadlo a hned o sobě toho víme víc než dost. Nicméně v zrcadle nepoznáte jaké máte vlastnosti, zvyky, hodnoty, priority jak uvažujete a jak se chováte. Nechme tedy zrcadlo zrcadlem a vydejme se do svého nitra pomyslnou kamerou. Nečekejme, že tato výprava bude krátká, právě naopak musíme prozkoumat všechna zákoutí, jinak nemůžeme mapu nitra úspěšně dokončit.

## Relaxace
Již od 21. století přestal být stres výjimkou a stal se součástí každodenního života lidí.
V dnešním hektickém světě se už prakticky nedá přežít bez určité formy relaxace. Umění uvolnit se, zbavit se napětí, odpočinout si a znovu nabrat sil je nezbytnou součástí každého člověka. Manažer je denně vystaven určité formě stresu, a proto by měl využívat každé volnější chvíle k vlastnímu fyzickému i psychickému odpočinku. Anebo relaxační metodu využít přímo v „akci“ a předejít tak stresové reakci.

Schopnost relaxace se rozvíjí na principech využití představivosti, pohybové aktivity a na předpokladu, že tělesná relaxace může vzhledem k propojení navodit relaxaci duševní.
Relaxace dokáže vytvořit stav relativního klidu, odstranit napětí, zlepšit duševní kondici a odolnost proti zátěži. Především slouží pro manažery jako nástroj pro zlepšení psychických funkcí jako je koncentrace pozornosti, paměť, představivost, emoce a další.

### Relaxačnímetody
1. Protistresová dechová cvičení – Patří mezi nejrozšířenější relaxační metody, jelikož je dýchání jedna ze základních životních funkcí a přirozených lidských potřeb.
2. Soustředění a odvedení pozornosti – Výhodou této metody je, že ji lze provést přímo v dané situaci, která rozvíjí stresovou reakci.
3. Rychlé tělesně-duševní relaxační cvičení – Cvičení zahrnuje několik jednoduchých tělesných cviků, které navodí celkovou relaxaci a odstraní duševní napětí.
4. Metody využívající představivosti – Mezi tyto metody spadá většina relaxačních metod. Využívají se buď samostatně, nebo prodlužují reakci po cvičení.[3]

## Sebevýchova a seberozvoj
Pouze málo jedinců vědomě zlepšuje svou pozornost, paměť, myšlení, představivost, či emoce. Většinou tomu dochází spíše spontánně a nevědomě, jelikož k vědomému rozvoji základních psychických funkcí je nutné mít dostatek sebekázně.

### Koncentrace pozornosti
Pokud se lidské vědomí zaměřuje na nějaké podněty, jde o koncentraci pozornosti, která je nezbytná pro každou efektivnější činnost. Díky ní je člověk odolnější vůči rušivým vlivům a je schopen podávat větší výkon a ušetřit si tak čas.
Koncentrace pozornosti znamená, že člověk současně vědomě vykonává pouze jednu činnost, pokud určitě činnosti nemá zautomatizovány. Je nezbytné dělat menší objemy činnosti, ale s maximálním nasazením a soustředěním. Dalšími nezbytnostmi jsou pravidelnost a rytmus a naučit se trpělivosti. Je potřeba si rozdělit dlouhodobé cíle na menší části, aby byl navozen pocit úspěchu častěji a tím byla podpořena motivace. Díky úspěchům je navozen pocit pohody a člověk se dovede hlouběji ponořit do své práce.

Pro správnou koncentraci pozornosti se člověk snaží vyvarovat negativních emocí, náladovosti a dennímu snění, které vedou k nesoustředěnosti a slouží jako úniková cesta od náročné či nezajímavé činnosti.
Je možné si ji nacvičit pomocí již zmíněných relaxačních metod, ale také pomocí dalších odlišných postupů, např. hlasitá reprodukce textu, vyhledávání určitých písmen, využití smyslů pro představu vůní, chutí, obrazů, předmětů apod.

### Rozvoj paměti a umění učit se
Všechny druhy paměti je třeba trénovat a díky cvičení mozku zabránit jeho stárnutí. Využívá se různorodá pracovní činnost, vzdělávání se, cestování, četba, kulturní akce apod. Duševní prací je totiž zaměstnána jen jedna část mozku, a proto je třeba zakusit např. neurobních cvičení, kdy jsou využity naše smysly při neobvyklých situacích, kdy vyjdeme na chvíli z běžné denní rutiny. Stačí například jít do práce jinou cestou, než jsme zvyklí. Zvýší se tak odolnost buněk proti stárnutí.
Mentální mapy – nejsnadnější prostředek jak přepravovat informace díky vizuálnímu vnímání. Pomohou naučit se, přirozeným způsobem uspořádat a uskladnit informace. Už díky kreslení mentální mapy si člověk danou věc zafixuje.
Nejlepší je využívat co nejvíce smyslů k snadnějšímu uložení informací. Další důležitým krokem je opakování, aby se informace uložily do paměti dlouhodobé. Nesmí se však zapomínat na 10-15minutové pravidelné přestávky po 45 minutách, kdy mozek ztrácí koncentraci.

### Autoregulace myšlení
Málokdo ví, jak postupovat při zlepšení kvality svého myšlení. Myšlenky by měly být řízeny, usměrňovány a nežádoucí odstraňovány. Nesprávné myšlenky mohou totiž svým vyčerpávajícím způsobem zmařit dosažení cíle. Mezi ně jsou řazeny např. přehnané obavy, denní snění, odbíhající myšlení, stereotypní myšlení, různé postoje či zaslepenost. Nežádoucí myšlenky je třeba si uvědomit, přerušit a nahradit je jinými pozitivními.

### Rozvoj představivosti a fantazie
V produktivní a tvůrčí práci od vzniku nápadu až k praktickému využití a ověření má představivost, fantazie a tvořivost velký význam.
Receptivní forma představivosti se uplatňuje v relaxačních cvičeních, kdy spontánně proplouvají vědomím obrazy bez ovlivňování. Při aktivní formě jsou vědomě vybírány konkrétní představy a při tvůrčí představivosti se vytvoří jasná představa, která je postupně zostřena a nakonec je do ní vložena pozitivní energie.

### Autoregulace emocí
Emoce úzce souvisí s tím, o co se snažíme a jak se daří dosáhnout předsevzatých cílů. Mohou nastat pozitivní emoce při úspěchu a naopak frustrace při nezdaru. Negativní emoce jsou stresovou reakcí a mohou být zdrojem vnitřního napětí, interpersonálních konfliktů, proto je třeba naučit se je regulovat, zacházet s nimi a přiměřeně je vyjádřit.

## Organizace práce a time management
Je definován jako soubor postupů, doporučení a nástrojů pro plánování času za účelem zvýšení efektivnosti práce.
Hlavním cílem je vytěžit ze svého času co nejvíce, předcházet stresu a dostat se sebe v co nejkratším časovém úseku co nejvíce
K dosažení co největší efektivity může napomoct těchto 10 pravidel:
1. Vykonávání věcí na základě stanovených priorit – Je důležité nedopustit, aby urgentní záležitost vytěsnila důležitou, čemuž lze předejít díky schopnosti umět stanovit priority.
2. Delegování povinností – Tento bod souvisí s bodem předchozím, kdy po vytyčení priorit, je vhodné vybrat si tu činnost, která je pro nás nejdůležitější a kterou ovládáme nejlépe, veškerou ostatní práci přenecháme někomu jinému, kdo je pro práci vhodnější, má s ní již nějaké zkušenosti.
3. Efektivní využití pomůcek – Snaha o co nejlepší využití všech dostupných pomůcek, které nám ušetří mnoho starostí, nepříjemností a hlavně času.
4. Systematické plánování času – Efektivní plánování času je velmi důležité. K plánování je možno využít mnoho známých plánovacích pomůcek, např. diář, různý plánovací software. Díky zapsání povinností vznikne ucelený pohled na naši vytíženost a tím se dá předejít možné časové kolizi.
5. Schopnost říci NE! – Je důležité ujasnit si, co pro nás daná nabídka znamená, jaké má výhody a zdali nám nemůže způsobit nepříjemnosti.
6. Umět s věcmi „švihnout“ – Je důležité si uvědomit, že může existovat osoba, která by danou věc, či problém byla schopna vyřešit lépe, rychleji a kvalitněji.
7. Informovanost – V dnešní době jsou informace velice cenné a důležité, včasná a úplná informovanost je klíčem k dobrému zvládnutí času.
8. Rušivé vlivy – Rušivé vlivy, jako například telefonáty, návštěvy, či náhlé porady mohou být velký problém. Schopnost umět se těmto vlivům bránit může být velice přínosná.
9. Časové rezervy – Mít v plánu časovou rezervu může být velice přínosné. Ideální je naplánovat přibližně 60 % času a zbylých 40 % ponechat na případné neplánované aktivity.
10. Uspořádání pracovního místa – Vytváří vhodné podmínky pro vysokou efektivnost práce.

## Osobní informační systém
Je definován jako systém, který slouží ke vkládání důležitých informací, událostí, článků, nápadů či kontaktů a je schopný tyto informace bezproblémově a rychle získat zpět, pro využití k práci. Tvorba osobního informačního systému je pro každého člověka individuální.
Vybudování osobního informačního systému je v téhle době nezbytná činnost a není možné se jí vyhnout. Volba optimálního systému by měla vycházet z toho, jak mozek pracuje a co nejlépe odpovídat způsobu myšlení.

## Myšlenkové (mentální) mapy
Z anglického (mentalmaps) slouží jako nástroj pro analýzu určitého problému, definici témat či do jisté míry kreativní přemýšlení o různých věcech. Ve spojitosti s managementem bývá tato analýza často používána jako metoda pro řízení času, ovšem ne vždy je použita zcela správným způsobem.
Velmi významnou složkou této analýzy je její komplexní pohled na téma, které chceme řešit – slouží jako první vhled, analytický nástroj sloužící k definici problému a tvorba uceleného pohledu.
Další významnou složkou myšlenkových map je jejich užití pro design činností založených na hodnotách. Díky komplexnímu pohledu umožňuje mapa možnost zasadit jednotlivé úkoly do časových rámců a proporcí.
Využití myšlenkové mapy není vhodné pro finální plánování (složitost implementace kalendáře, termínů, provádění delegace čí přesunů).
Další častou chybou je přílišné zobecnění myšlenkových map (je nutné ji využít pro zobrazení kratšího úseku (den).
Myšlenkové mapy mají v time-managementu své nezastupitelné místo a jsou prospěšným nástrojem, díky kterému je možno předejít syndromu vyhoření.

## Racionální čtení
Pokud chceme vytvořit určitý rytmus čtení a ušetřit čas, měli bychom vytvořit vhodné podmínky. Pro rychlé čtení odstranit všechny rušivé vlivy, na zlepšení rytmu čtení se uvolnit, omezit hluk, číst po úsecích.

Nejúčinnější forma čtení umožňující zapamatovat si co nejvíc informací je vnímání velkých úseků textu. Jde v něm o vnímání celého úseku nebo věty jediným pohledem, na místo abychom přemýšleli nad jednotlivými slovy. Je potřebné držet knihu dál od sebe, aby naše periferní vidění obsáhlo i slova na okraji stránky a především cvičit – kamkoliv jdeme, vezmeme si sebou něco na čtení a čteme různé druhy knih, abychom si obohatili slovní zásobu. Čím bohatší bude slovní zásoba, tím rychleji rozpoznáme jednotlivá slova a rychleji budeme číst.

## Superlearning
Základní techniky superstudia, které výrazně urychlují učení a zlepšují výkon:

- dostat se do nestresové zóny a optimálního nastavení těla i duše pro danou věc

- absorbovat informace v simulované rytmické době 

- používat hudbu na zvětšení paměti, povzbuzovat mysl a její spojení s podvědomím

- spojit celý mozek, emoce a představivost pro špičkový výkon

- uvědomit si bloky učení a odstranit je 

Superstudium umocňuje nový smysl vědomostí z perspektivy 21. století.

## Životospráva
Životospráva zahrnuje všechna rozhodnutí týkající se zdraví lidí (jednotlivců), je tak základním stavebním kamenem pro fyzickou i psychickou kondici. Pokud jsou tyto dvě věci v souladu, tak zvládání každodenního stresu, který lidskou populaci obklopuje, není žádný problém. Zahrnuje tělesné cvičení na udržení fyzické kondice a duševního zdraví. Podobný vliv má také strava, správná hygiena a vyhýbání se zdravotním rizikům, jako je kouření a konzumace alkoholu a podobných návykových látek.

Proto je správná životospráva velice důležitá v oblasti managementu. Každý člověk, pracující v této oblasti, každý den vyčerpává své síly, aby dosáhl cíle, který je nastaven a vyžadován. V oblasti lidských potřeb je velice známá Maslowova pyramida. Jsou zde ukotveny základní lidské potřeby, které by měly být splněny pro celkovou funkci lidského faktoru. Nejlepším ukazatelem dobré lidské kondice je však člověk sám. Proto by si měl každý člověk nastavit vlastní hranici všech těchto potřeb a navrhnout si sám vlastní vyhovující pravidla fungování.
Duševní hygiena je v této oblasti velice důležitá. Deprese z nezvládání práce, z neplnění daných cílů, nezvládání kolektivu apod. – pro omezení těchto vedlejších projevů mentální práce je potřebná relaxace. Každý člověk by si tak měl najít činnost, která ho zbaví každodenního stresu. Při těchto činnostech lidé zapomínají na problémy spojené s prací a neřeší tak své pracovní záležitosti v osobním volnu. Lepší komunikace a vzájemné vztahy na pracovišti, pomáhají také snížit hladinu stresu. Tito lidé ve vůdčím postavení, tak obrazně rozloží své břímě mezi ostatní. Ve skupině sdílejících lidí se těžké úkoly lépe zvládají.

## Zvládání stresu
Navazujeme tam na zvládání tohoto stresu, který v mnoha případech má odeznít, jakmile se dostaneme do klidového stavu. Stres je pro lidi přirozený, pokud se jedná o stres nám prospěšný, který nás vybízí k lepším výkonům a objevuje se i v neočekávaných situacích spojených s radostí. Tento stres se nazývá eustres. Opakem tohoto stresu je pak distres, který pro tělo působí zátěžově a tedy negativně. Dříve nás stresovaly náročné a nebezpečné situace, ale dnes a denně se potkáváme se stresovými situacemi častěji. Může za to uspěchaná doba a v této době je potřeba rychle reagovat, přemýšlet tak, aby nenastaly chyby. A právě tento faktor se zásadním pro lidské vnímání stresu. Stres tedy neodejde hned, jak se daná situace vyřeší. Hned poté člověk čeká další podobnou situaci a možnost rizika selhání je tak stále na místě.
 
Nejedná se zde jen o stres vyvolaný pracovištěm nebo faktory v zaměstnání. Můžeme zde také hovořit o konfliktu sociálních rolí. Člověk jako lidská bytost zastává různé sociální role. V zaměstnání, v rodině, v okruhu přátel apod. Zde nastává konflikt. Množství těchto rolí může působit stresově. Lidé často přenáší problémy do okruhů, které se vymykají jejich působnosti. Nebo si roli často zamění v nevhodném okruhu lidí.

## Zvládání konfliktu a frustrace
Základem zvládání konfliktu je rozpoznání jeho příčiny, ověření těchto příčin, stanovení řešení a následné ověření. Jde tedy o systematický postup, který je užitečný a nedovoluje tak dotyčnému propadnout zoufalství a následné frustraci. Přetrvávající konflikty se řeší o hodně hůře, než konflikty nové. Proto by každý nový konflikt měl být aktivně vyřešen hned na počátku. Při řešení konfliktu je zásadní snaha vcítit se do druhé osoby, přesně zjistit o co věcně jde, rozlišovat mezi podnětem ke konfliktu a jeho příčinnou, vyhnout se nátlaku a donucování, mluvit o sobě v 1. osobě jednotného čísla a snažit se najít řešení. Při přetrvávajícím konfliktu je vhodné vyhledat pomoc třetí osoby.
 
Následkem dlouhodobého neúspěchu nebo nedosažení plánovaného cíle se může u jedince objevit frustrace. Někdy tato frustrace přetrvává a neškodí jen postižené osobě, ale i lidem kolem. Frustrace, stejně jako stres, nemusí vždy znamenat negativní dopad. V případech, kdy je člověk frustrován nezdarem se tato frustrace může stát motivující. Postižená osoba se snaží překonat neúspěch tím, že se snaží vylepšit nadcházející výsledky a překonat tak sama sebe. Tzn. další vytyčené cíle plní s větší snahou tak, aby nemohl selhat.